# Сестричка Бетті
«Сестричка Бетті» (англ. Nurse Betty) — американська комедія 2000 року режисера Ніла Лабут. У головних ролях — Рене Зеллвегер, Морган Фрімен і Кріс Рок.

## Сюжет
Бетті, молода наївна дівчина, працює офіціанткою у кафе у маленькому містечку Фейр-Оукс, Канзас і є палкою шанувальницею серіалу «Причина кохати» з головним героєм доктором Девідом Ровеллом. У свій день народження вона просить по телефону дозволу у свого чоловіка Дела, власника автокрамниці, взяти автомобіль «Buick LeSabre». Дел, який викрав десь наркотики і приховав їх у багажнику «Buick LeSabre», говорить їй взяти іншу машину, але вона потай все ж бере автомобіль компанії «Б'юїк».
У домі Дела з'являються два покупці наркотиків — Чарлі і Веслі, які насправді є професійними кілерами і які розшукують крадені наркотики. Через непорозуміння між собою злочинці вбивають Дела, але не знаходять наркотики у багажниках машин на стоянці його автокрамниці.
У Бетті, яка мимоволі стала свідком вбивства, стався психічний розлад, внаслідок якого вона ідентифікує себе з медсестрою серіалу «Причина кохати». Не звертаючи уваги на поліцейських, які обстежують місце вбивства, вона спокійно збирається у Лос-Анджелес, щоб знайти свого коханого доктора Девіда Ровелла. Серед ночі вона залишає свою подругу, у якої ночувала, і вирушає в дорогу. Тим часом кілери здогадуються, що наркотики у Бетті, і починають її шукати.
У Лос-Анджелесі Бетті пробує розшукати Девіда і влаштуватися на роботу медсестрою, не маючи ніяких документів. Їй відмовляють у працевлаштуванні, але вона випадково рятує важкопораненого пацієнта за допомогою знань, отриманих під час перегляду серіалу, і їй пропонують роботу в аптеці, а Роза, сестра врятованого пацієнта, надає їй тимчасове житло і обіцяє домогти у пошуку Девіда Ровелла. Через деякий час Роза дізнається, що доктор Девід Ровелл і Хлоя, про яких постійно говорить Бетті — персонажі серіалу, а не реальні люди, і, щоб вивести Бетті на чисту воду, веде її на благодійний вечір, на якому повинен з'явитися актор Джордж Маккорд, що виконує роль Ровелла. Під час зустрічі з Джорджом Бетті звертається до нього, використовуючи цитати з ранніх серій серіалу, і Джордж, вирішивши, що вона одна з палких прихильниць серіалу, яка хоче отримати у ньому роль, підігрує Бетті, вражений її непідробною щирістю.
Джордж, який починає відчувати симпатію до Бетті, та Ліла Бренч, продюсер та сценарист серіалу, вирішують ввести Бетті як нового персонажа, але на знімальному майданчику вона приходить до тями і згадує про вбивство чоловіка. Повернувшись до будинку Рози, Бетті розповідає їй про вбивство і збирає речі. У цей час з'являються наймані вбивці, які відшукали Бетті, а слідом за ними шериф Фейр-Оукса і місцевий репортер, які теж її відшукали. Шерифу Балларду вдається застрелити Веслі, а Чарлі кінчає життя самогубством. Вражені історією Бетті, Джордж Маккорд і Ліла Бренч пропонують їй роль у серіалі, і вона з'являється у 63 серіях, а далі планує продовжити кар'єру медсестри..

## Ролі виконували
| Актор              | Персонаж                            | Опис                               |
| ------------------ | ----------------------------------- | ---------------------------------- |
| Рене Зеллвегер     | Бетті                               |                                    |
| Морган Фрімен      | Чарлі                               | професійний кілер                  |
| Кріс Рок           | Веслі                               | професійний кілер                  |
| Грег Кіннер        | Джордж Маккорд /доктор Девід Ровелл | зірка мильних опер                 |
| Еллісон Дженні     | Ліла Бренч                          | продюсер та сценарист мильних опер |
| Прюїтт Тейлор Вінс | Елдон Баллард                       | шериф Фейр-Оукса                   |
| Кріспін Гловер     | Рой Остері                          | репортер з Фейр-Оукса              |
| Аарон Екгарт       | Дел Сайзмор                         | чоловік Бетті                      |
| Тіа Тексада        | Роза Ернандес                       |                                    |
| Елізабет Мітчелл   | Хлоя Дженсен                        | актриса мильної опери              |

## Критика
Фільм був схвально зустрічений критиками. Rotten Tomatoes дав оцінку 83 % на основі 130 відгуків від критиків і 45 % від більш ніж 25 000 глядачів.

## Нагороди
Виконавці головних ролей Рене Зеллвегер, Морган Фрімен і Кріс Рок отримали декілька кінонагород, у тому числі Рене Зеллвегер здобула перемогу в номінації «Найкраща акторка в комедії/мюзиклі» премії «Золотий глобус».
Сценаристи Джон С. Річардс і Джеймс Флемберг отримали Приз за найкращий сценарій (Каннський кінофестиваль).